# William Beckett
William Beckett (Barrington, 11 febbraio 1985) è un cantante e musicista statunitense, conosciuto per i suoi lavori col gruppo The Academy Is... attivo dal 2003 al 2011.

## Carriera
Nel 2002 ha fondato a Chicago il gruppo musicale The Academy Is... (TAI) insieme al chitarrista Mike Carden.
Ha collaborato con artisti come Fall Out Boy (From Under the Cork Tree e Folie à Deux), Cute Is What We Aim For (The Sam Old Blood Rush with a New Touch), Gym Class Heroes (As Cruel as School Children), Cobra Starship, Hey Monday, Demi Lovato (For the Love of a Daughter) e altri.
Nel 2011, dopo lo scioglimento dei TAI, ha intrapreso la carriera solista. Nell'agosto 2013 ha pubblicato il suo primo album in studio.

## Discografia solista
- Walk the Talk EP (2012)
- Winds Will Change EP (2012)
- What Will Be EP (2012)
- The Pioneer Sessions (2013)
- Genuine & Counterfeit (primo album in studio, 2013)